# Méchouar-Kasba
Méchouar-Kasba (arabiska: المشور-القصبة) är en stadskommun i Marocko. Den ligger i prefekturen Marrakech och regionen Marrakech-Safi. Antalet invånare var 16 860 vid folkräkningen 2014.